# Репресалије (међународно право)
Репресалије у међународном праву представљају мере којима се одговара на противправне акте једне земље такође кршењем правила међународног права и као такве представљају крајње средство да се једна држава одврати од противправних делатности. Иако развој међународног права иде у правцу сужавања дозвољених репресалија, оне могу под одређеним условима представљати и основ који искључује противправност међународних кривичних дела.

## Услови за примену
Услови за примену репресалија су врло рестриктивни:
- не могу доћи у обзир геноцид и злочини против човечности
- морају бити сразмерне
- морају бири крајње средство (ultima ratio)
- морају бити наређене од стране највишег државног и војног вођства

Сразмерност мора постојати у квантитативном (тежина последица) и квалитативном (тип повреде права) смислу. Крајње средство значи да се оне могу примењивати тек пошто су исцрпљена сва друга средства за спречавање противправних аката. Захтев да употребу одобри највише вођство постоји услед тога што су репресалије врло озбиљан корак за који одговорност сноси и држава. Уколико појединци предузму репресалије уз поштовање услова, биће искључено постојање међународног кривичног дела. У супротном ради се о недозвољеним репресалијама за које је предвиђена међународна кривичноправна одговорност.

## Репресалије против цивила
Иако има мишљења да су под одређеним условима репресалије према цивилима дозвољене, то се не може прихватити услед постојања Женевских конвенција које то изричито забрањују. Само изузетно и уз поштовање свих горенаведених услова, посебно оног да је у питању заиста крајње средство могло би се говорити о искључењу постојања кривичног дела.

## Репресалије и Римски статут
Овај основ искључења постојања кривичног дела није предвиђен у Римском статуту, што је унеколико и логично услед сужавања примене овог основа у међународном праву. У ретким и изузетним случајевима би се могло говорити о томе да судска пракса одлучи о примени овог основа.